# Limatula impendens
Limatula impendens is een tweekleppigensoort uit de familie van de Limidae. De wetenschappelijke naam van de soort is voor het eerst geldig gepubliceerd in 1998 door Kilburn.